# Blaublitz Akita
Maillots
Actualités
Le Blaublitz Akita (ブラウブリッツ秋田) est un club japonais de football basé à Akita dans la préfecture du même nom. Le club évolue en J.League 2.

## Historique
Fondé en 1965 sous le nom de TDK Soccer Club. Promu en JFL en 2007 et rebaptisé Blaublitz Akita en 2010. Le club rejoint la J League à partir de 2014, malgré son premier titre de champion J.League 3 en 2017 le club connait sa première promotion en J.League 2 en 2020 à la suite de son deuxième titre de champions.
Le mot allemand pour "bleu" signifie "blau" et "éclair" signifie "blitz". L'emblème hérite de la forme et de la couleur de l'époque pour préserver la tradition du club de football TDK, et intègre les symboles de l'Akita, du Namahage et de la foudre. Avec le changement de société d'exploitation en 2013, les lettres "AKITA" ont été écrites.

## Palmarès
| Compétitions nationales                                             | Compétitions internationales |
| - Championnat du Japon de D3 (2) (record) - Champion : 2017 et 2020 | - Néant                      |

## Joueurs et personnalités du club

### Entraîneurs
Le tableau suivant présente la liste des entraîneurs du club depuis 2008.
| Rang | Nom                | Période   |
| ---- | ------------------ | --------- |
| 1    | Hisao Sasaki       | 2008-2010 |
| 2    | Hirotoshi Yokoyama | 2010-2012 |

| Rang | Nom              | Période   |
| ---- | ---------------- | --------- |
| 3    | Yuji Yokoyama    | 2012-2013 |
| 4    | George Yonashiro | 2013-2015 |

| Rang | Nom             | Période   |
| ---- | --------------- | --------- |
| 5    | Shuichi Mase    | 2015-2017 |
| 6    | Kōichi Sugiyama | 2017-2018 |

| Rang | Nom          | Période     |
| ---- | ------------ | ----------- |
| 7    | Shuichi Mase | 2018-2020   |
| 8    | Ken Yoshida  | depuis 2020 |

### Joueurs emblématiques
- Yoshihito Fujita
- Yuki Inoue
- Teruyoshi Ito
- Kenichi Kaga
- Shoma Kamata
- Hiroyuki Kobayashi
- Satoshi Ōtomo

## Bilan saison par saison
Ce tableau présente les résultats par saison de Blaublitz Akita dans les diverses compétitions nationales et internationales depuis la saison 2012.
| Saison | Championnat | Championnat | Championnat | Championnat | Championnat | Championnat | Championnat | Championnat | Championnat | Championnat | Coupe du Japon | Coupe de la Ligue |
| Saison | Division    | Pos         | Pts         | J           | V           | N           | D           | BP          | BC          | Diff.       | Coupe du Japon | Coupe de la Ligue |
| ------ | ----------- | ----------- | ----------- | ----------- | ----------- | ----------- | ----------- | ----------- | ----------- | ----------- | -------------- | ----------------- |
| 2014   | J3 League   | 8e          | 34          | 33          | 10          | 4           | 19          | 38          | 57          | -19         | 2e tour        | -                 |
| 2015   | J3 League   | 8e          | 45          | 36          | 12          | 9           | 15          | 37          | 40          | -3          | 2e tour        | -                 |
| 2016   | J3 League   | 4e          | 50          | 30          | 14          | 8           | 8           | 37          | 26          | +11         | 2e tour        | -                 |
| 2017   | J3 League   | 1er         | 61          | 32          | 18          | 7           | 7           | 53          | 31          | +22         | 1er tour       | -                 |
| 2018   | J3 League   | 8e          | 43          | 32          | 12          | 7           | 13          | 37          | 35          | +2          | 1er tour       | -                 |
| 2019   | J3 League   | 8e          | 49          | 34          | 13          | 10          | 11          | 45          | 35          | +10         | 1er tour       | -                 |
| 2020   | J3 League   | 1er         | 73          | 34          | 21          | 10          | 3           | 55          | 18          | +37         | Demi-finales   | -                 |
| 2021   | J2 League   | 13e         | 47          | 42          | 11          | 14          | 17          | 41          | 53          | -12         | 1er tour       | -                 |
| 2022   | J2 League   | 12e         | 56          | 42          | 15          | 11          | 16          | 39          | 46          | -7          | 2e tour        | -                 |
| 2023   | J2 League   | 13e         | 51          | 42          | 12          | 15          | 15          | 37          | 44          | -7          | 2e tour        | -                 |
| 2024   | J2 League   | 10e         | 54          | 38          | 15          | 9           | 14          | 36          | 35          | +1          | 2e tour        | 1er tour          |
| Saison | Division    | Pos         | Pts         | J           | V           | N           | D           | BP          | BC          | Diff.       | Coupe du Japon | Coupe de la Ligue |
| Saison | Championnat |             |             |             |             |             |             |             |             |             | Coupe du Japon | Coupe de la Ligue |

## Identité visuelle

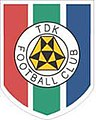
1985-2006
2007-2009
2010-2013
Logo actuel.

## Rivalités
- Ōu Honsen (en) (Derby de Dewa)

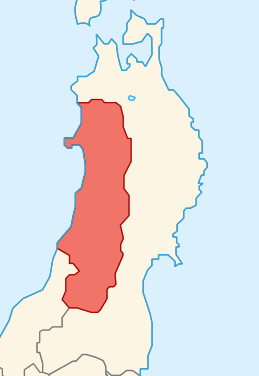
Province de Dewa

La rivalité entre le Blaublitz Akita et le Montedio Yamagata, appelée également derby de Dewa, oppose les deux principaux clubs de football de la Province de Dewa, au Japon.